# Долнодунавска низина
Долнодунавската низина или Румънска низина е обширна низина в Югоизточна Европа в басейна на долното течение на река Дунав с дължина от запад на изток около 560 km и ширина от 60 – 70 km на запад до над 200 km на изток, простираща се основно на територията на Румъния, а периферните ѝ части – в пределите на Сърбия на запад и България на юг. Българската част на Долнодунавската равнина често е наричана Дунавска (хълмиста) равнина, а частта на север от Дунав – Влашка низина.

## Географска характеристика

### Граници, релеф, геоложки строеж
Низината е ограничена от Черно море на изток, Предбалкана на юг, пролома Железни врата на запад, предпланините на Карпатите и Молдовските възвишения на север, а на североизток преминава в Причерноморската низина, част от Източноевропейската равнина. Повърхността ѝ е слабо наклонена от 150 – 200 m на запад до 10 – 50 m на изток и е слабо нахълмена, разчленена от речни долини, суходолия и оврази. В подножията на Карпатите има многочислени древни и съвременни наносни конуси. По долината на река Дунав и нейната делта големи пространства са заети от заблатени речни тераси в съчетание с крайречни езера (т.н. балти). Низината заема тектонска падина, запълнена от слабо нарушени мезозойски и кайнозайски наслаги, вторично препокрити с плейстоценски алувий и льос.

### Климат, води
Климатът е умерен, континентален, засушлив. Средна януарска температура от -1 до -3°С, средна юлска 22-23°С. Годишна сума на валежите 400-600 mm. Лятото е сухо, а през зимата снежната покривка е неустойчива. Основна водна артерия е река Дунав, която я пресича от запад на изток. Други големи реки, всички нейни притоци са: Жиу, Олт, Ведя, Арджеш, Яломица, Сирет и др. леви; Лом, Огоста, Искър, Вит, Осъм, Янтра, Русенски Лом и др. десни. Всички те имат снежно-дъждовно подхранване, с ясно изразено пролетно пълноводие и лятно маловодие.

### Почви, растителност
Преобладават черноземните почви. По долините на реките са развити алувиалните почви, а по вододелите (предимно на северозапад) на места се срещат кафяви горски почви. Покриващите я по-рано тревисти степи са земеделски усвоени и основните селскостопански култури са пшеница, царевица, захарно цвекло, слънчоглед, рапица, овощни и зеленчукови градини, лозя. По вододелите на места се срещат малки и редки дъбови гори, а по долините на реките – малки горички от върба, елша, осика, топола и др., редуващи се с влажни ливади и тръстикови блата. По цялата низина с цел снегозадържане са заседени големи и дълги горски пояси.

## Население
Среднодунавската низина е един от най-гъсто заселените райони на Европа, като тук са разположени множество големи градове: Неготин и др. в Сърбия, Крайова, Турну Мъгуреле, Букурещ, Кълъраш, Браила, Галац и др. в Румъния, Видин, Лом, Свищов, Русе, Силистра и др. в България.